# Kruszyna (Silezië)
Kruszyna is een dorp in het Poolse woiwodschap Silezië, in het district Częstochowski. De plaats maakt deel uit van de gemeente Kruszyna.

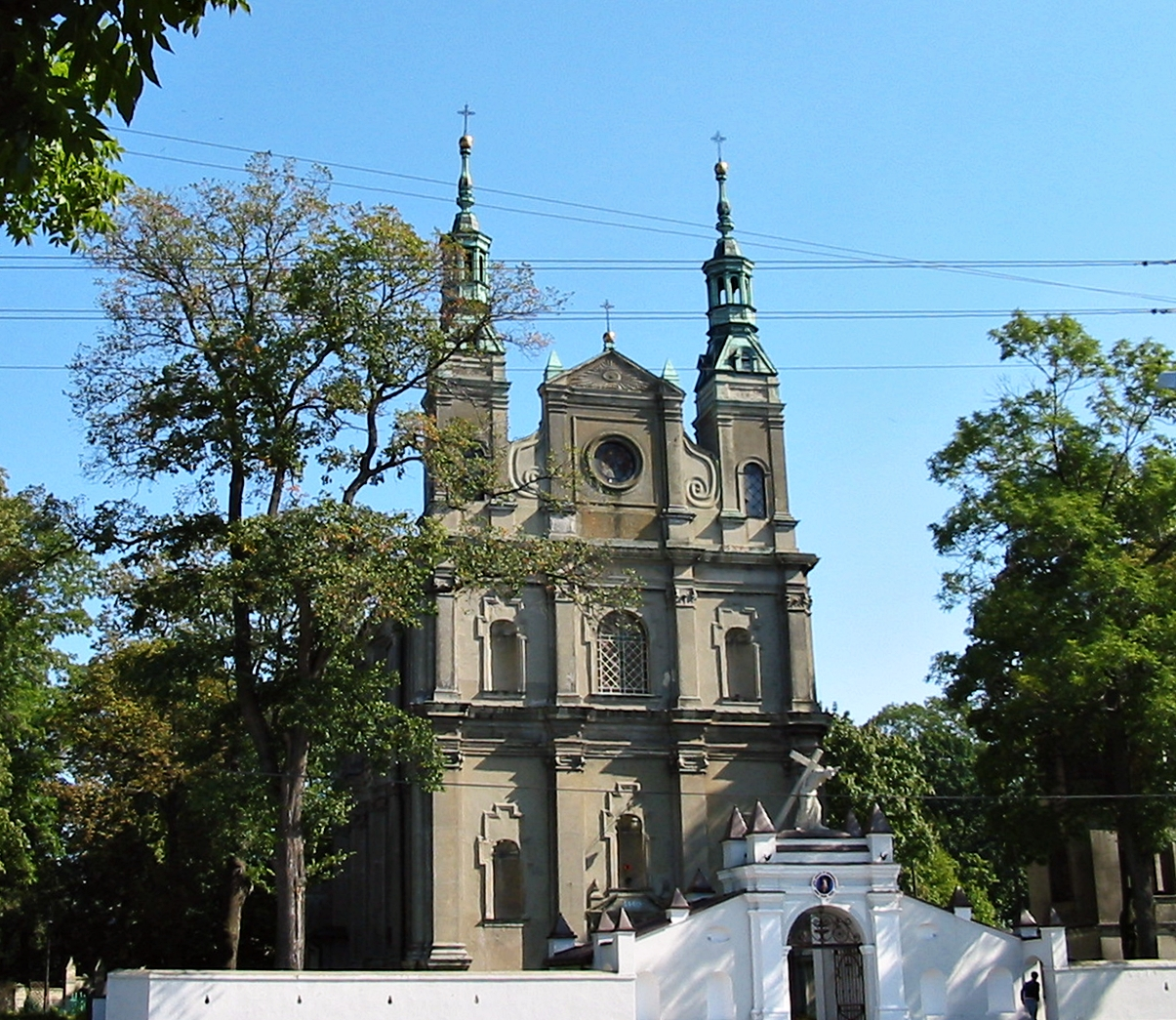
Kerk in Kruszyna